# Alkaptonurie

Einfaches Schema der Alkaptonurie

Alkaptonurie oder Ochronose (grcS|ὠχρός|de=hell, hellbraun) ist eine seltene, meist autosomal-rezessiv vererbte krankhafte Veränderung des Phenylalanin- und Tyrosinstoffwechsels durch Defekt oder Mangel des Enzyms Homogentisat-Dioxygenase (E.C. Nummer 1.13.11.5). Dies führt zu einem vermehrten Anfall des Abbauproduktes Homogentisinsäure, welches über den Urin ausgeschieden wird. In Kontakt mit der Luft entsteht die oxidierte, schwarzbraune Form des Homogentisats, das Alkapton, daher Alkaptonurie („Schwarzharn-Krankheit“).

## Vorkommen
Mit etwa 1–5:1.000.000 ist die Ochronose sehr selten.

## Ursache
Zumeist tritt die Alkaptonurie als autosomal-rezessiv vererbte Störung des Phenylalanin- und Tyrosinstoffwechsels infolge eines Defekts oder Mangels des Enzyms Homogentisat-Dioxygenase auf.
Es gibt aber auch eine exogene Form, die durch langanhaltenden Kontakt mit Phenol, Hydrochinon oder Antimalariamedikamenten auftreten kann. Insbesondere in Afrika werden hydrochinonhaltige Lösungen häufig zur Hautaufhellung verwendet.

## Krankheitsbild
Die Erkrankung zeigt sich bereits im Säuglingsalter durch dunkel gefärbten Urin, Kinder bleiben aber sonst beschwerdefrei. Durch Aufstauen von Abbauprodukten des Tyrosinstoffwechsels kommt es zu deren Ablagerung in Form schwarzer Polymerisationsprodukte, die sich bevorzugt in kollagenreichem Gewebe anlagern. Die Folgen dieser Ablagerungen treten meist erst im Alter von 30 bis 40 Jahren auf.
In den Gelenken manifestiert sich dieser Vorgang in gichtähnlichen Gelenkentzündungen und braunschwarzer Verfärbung der Knorpel (Ochronose). In der Lederhaut des Auges entstehen dunkle Flecken. Es kommt sichtbar zu einer diffusen Verfärbung der Ohrknorpels. Auch in Sehnen, der Tunica intima der Blutgefäße  und in den Herzklappen kommt es zu Ablagerungen. Des Weiteren kann die Erkrankung zu Nierensteinen und zu einer Verkalkung der Aortenklappen führen. Der Krankheitsverlauf vermindert weniger die Lebenserwartung, vielmehr die Lebensqualität. Die Gelenkablagerungen führen zu belastungsunabhängigen Schmerzen und zunehmender Steifigkeit der Wirbelsäule. Die Sehnenbablagerungen können zu einer Achillessehnenruptur führen.
Die exogene Form tritt nur an den Kontaktstellen der Chemikalien auf, systemische Effekte treten nicht auf.

## Diagnostik
Der Harn färbt sich bei Zugabe von Basen, beispielsweise NaOH, schwarz.

## Behandlung
Eine Behandlungsmethode, mit der die Krankheit geheilt werden kann, ist nicht bekannt. Zur symptomatischen Behandlung ist auch eine Phenylalanin- und Tyrosin-arme Diät in Kombination mit hohen Dosen von Ascorbinsäure (Vitamin C) oft nicht erfolgreich und kann zu schwerwiegenden Nebenwirkungen führen. Nichtsteroidale Antirheumatika und Physiotherapie können zur Verminderung der Gelenkschmerzen und erhalt der Beweglichkeit eingesetzt werden.  Seit 2021 ist der Wirkstoff Nitisinon zur Behandlung zugelassen. Er blockiert den enzymatischen Abbau von Tyrosin zur Homogentisinsäure, so dass diese nicht akkumulieren kann.
Die exogene Form kann durch das Absetzen der verursachenden Substanzen ausheilen.

## Geschichte
Die Bezeichnung als Alkaptonurie prägte Karl Boedeker 1859 unter Einbeziehung des arabischen Wortes Alkali (für Alkalien), da er festgestellt hatte, dass Patientenurin ungewöhnlich reduzierend wirkte. Die Erkrankung wurde 1866 erstmals wissenschaftlich von Rudolf Virchow beschrieben und als Ochronose benannt, wegen ockerfarbener Kristalle im Urin. 1902 gelang Archibald E. Garrod an einer Familie mit Alkaptonurie die Gültigkeit der Mendelschen Gesetze nachzuweisen.